# چاهه
چاهه روستایی از توابع بخش مرکزی شهرستان جم استان بوشهر در جنوب ایران.

## جمعیت
این روستا در دهستان جم قرار دارد و بر اساس سرشماری سال ۱۳۸۵ جمعیت آن ۱۸۷۹ نفر (۲۲۵ خانوار) است.